# Kuyucak
Kuyucak ist eine Stadt im gleichnamigen Landkreis der türkischen Provinz Aydın und gleichzeitig ein Stadtbezirk der 2012 geschaffenen Büyükşehir belediyesi Aydın (Großstadtgemeinde/Metropolprovinz). Sie liegt am Nordufer des Großen Mäander, etwa 55 Kilometer östlich der Provinzhauptstadt an der Fernstraße D 320. die Aydın mit Denizli verbindet.
Laut Stadtsiegel erhielt der Ort 1876 den Status einer Belediye (Gemeinde).
Seit einer Gebietsreform 2014 ist der Landkreis flächen- und einwohnermäßig identisch mit der Kreisstadt, alle ehemaligen Dörfer und Gemeinden des Kreises wurden Mahalle (Stadtviertel) der Stadt.